# Plexippus
Genre
Synonymes
- Apamamia Roewer, 1944
- Hissarinus Charitonov, 1951
- Trivia C. L. Koch, 1850 nec Gray, 1837

Plexippus est un genre d'araignées aranéomorphes de la famille des Salticidae.

## Distribution
Les espèces de ce genre se rencontrent sur tous les continents sauf aux pôles.

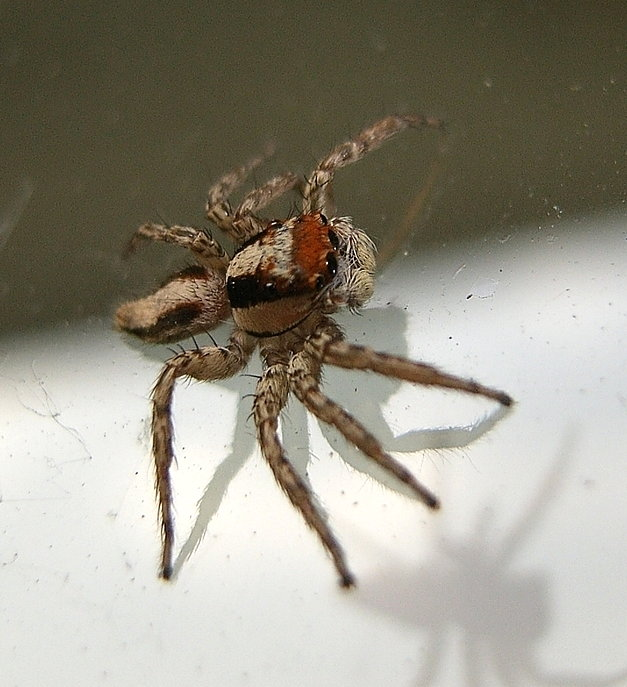
Plexippus setipes

## Liste des espèces
Selon World Spider Catalog (version 25.5, 17/09/2024) :
- Plexippus aper Thorell, 1881
- Plexippus auberti Lessert, 1925
- Plexippus baro Wesołowska & Tomasiewicz, 2008
- Plexippus bhutani Żabka, 1990
- Plexippus brachypus Thorell, 1881
- Plexippus clemens (O. Pickard-Cambridge, 1872)
- Plexippus coccinatus Thorell, 1895
- Plexippus coccineus Simon, 1902
- Plexippus devorans (O. Pickard-Cambridge, 1872)
- Plexippus frendens Thorell, 1881
- Plexippus fuscus Rollard & Wesołowska, 2002
- Plexippus ignatius Caleb, 2022
- Plexippus incognitus Dönitz & Strand, 1906
- Plexippus insulanus Thorell, 1881
- Plexippus iranus Logunov, 2009
- Plexippus kondarensis (Charitonov, 1951)
- Plexippus lutescens Wesołowska, 2011
- Plexippus minor Wesołowska & van Harten, 2010
- Plexippus niccensis Strand, 1906
- Plexippus ochropsis Thorell, 1881
- Plexippus paykulli (Audouin, 1826)
- Plexippus perfidus Thorell, 1895
- Plexippus petersi (Karsch, 1878)
- Plexippus phyllus Karsch, 1878
- Plexippus pokharae Żabka, 1990
- Plexippus redimitus Simon, 1902
- Plexippus robustus (Bösenberg & Lenz, 1895)
- Plexippus rubroclypeatus (Lessert, 1927)
- Plexippus rubrogularis Simon, 1902
- Plexippus scleroepigynalis Logunov, 2023
- Plexippus seladonicus C. L. Koch, 1846
- Plexippus sengleti Logunov, 2021
- Plexippus setipes Karsch, 1879
- Plexippus strandi Spassky, 1939
- Plexippus stridulator Pocock, 1898
- Plexippus taeniatus C. L. Koch, 1846
- Plexippus tortilis Simon, 1902
- Plexippus tsholotsho Wesołowska, 2011
- Plexippus wesolowskae Biswas & Raychaudhuri, 1998
- Plexippus zabkai Biswas, 1999

## Galerie

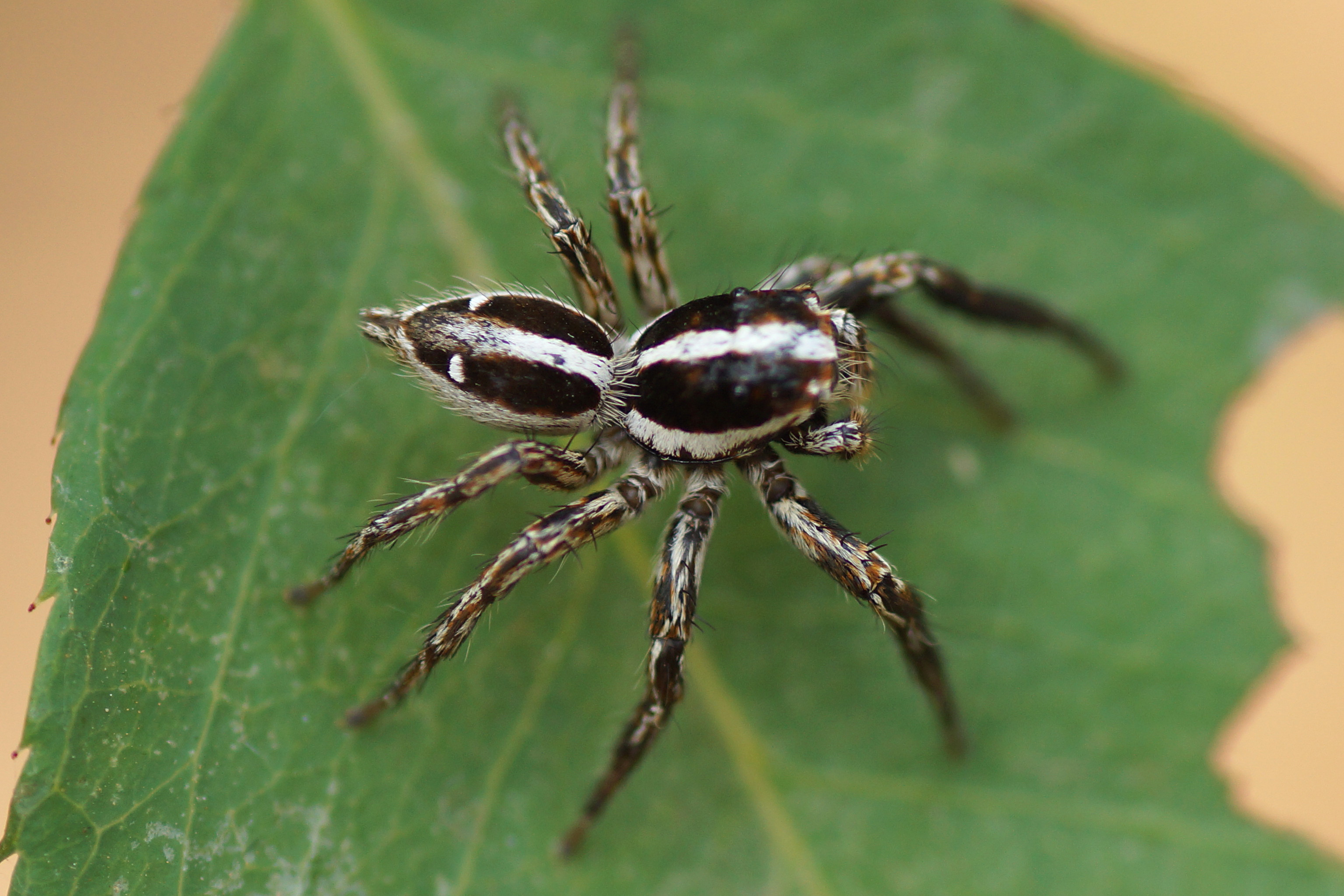
Plexippus paykulli sur une feuille verte
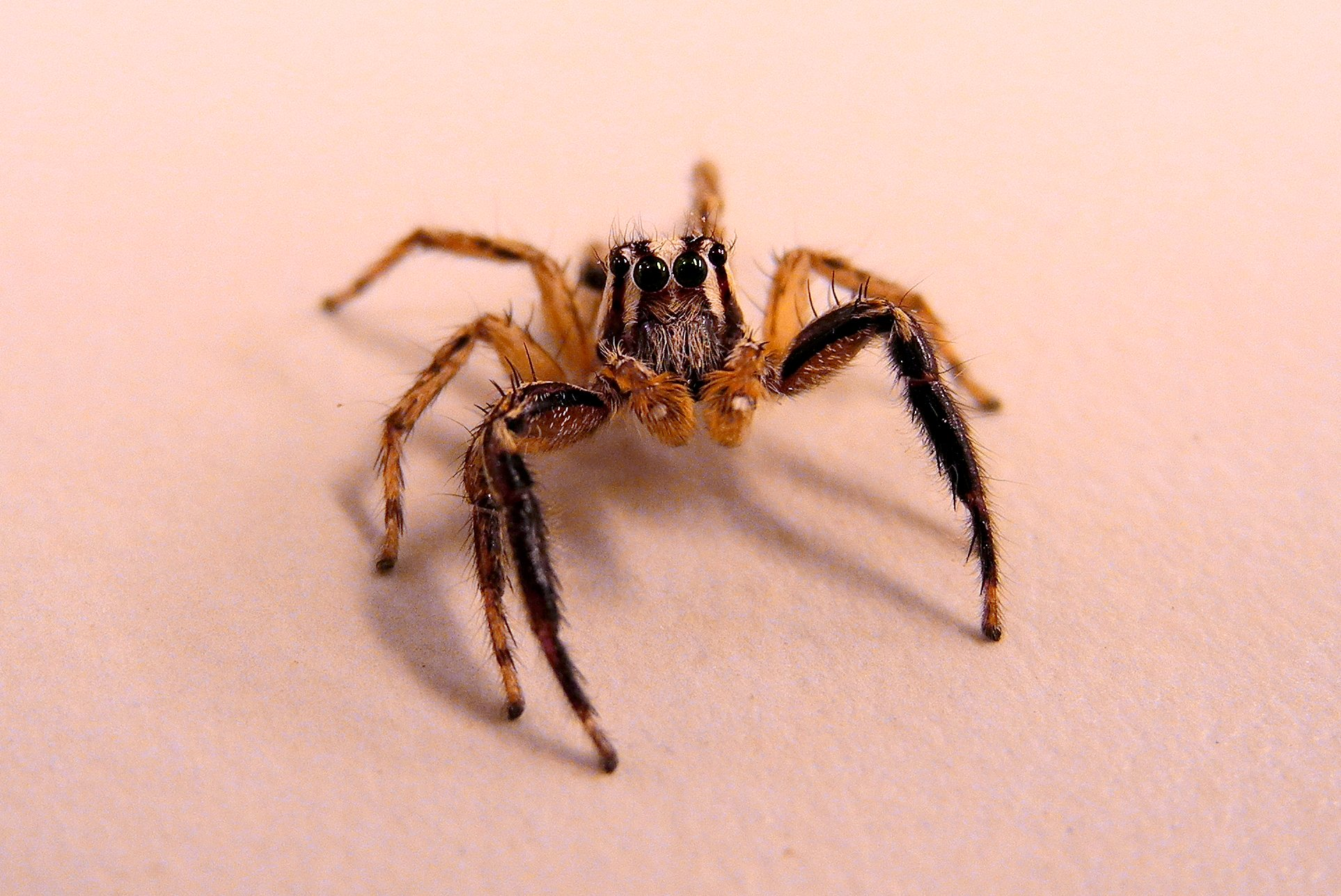
Plexippus paykulli sur du papier blanc
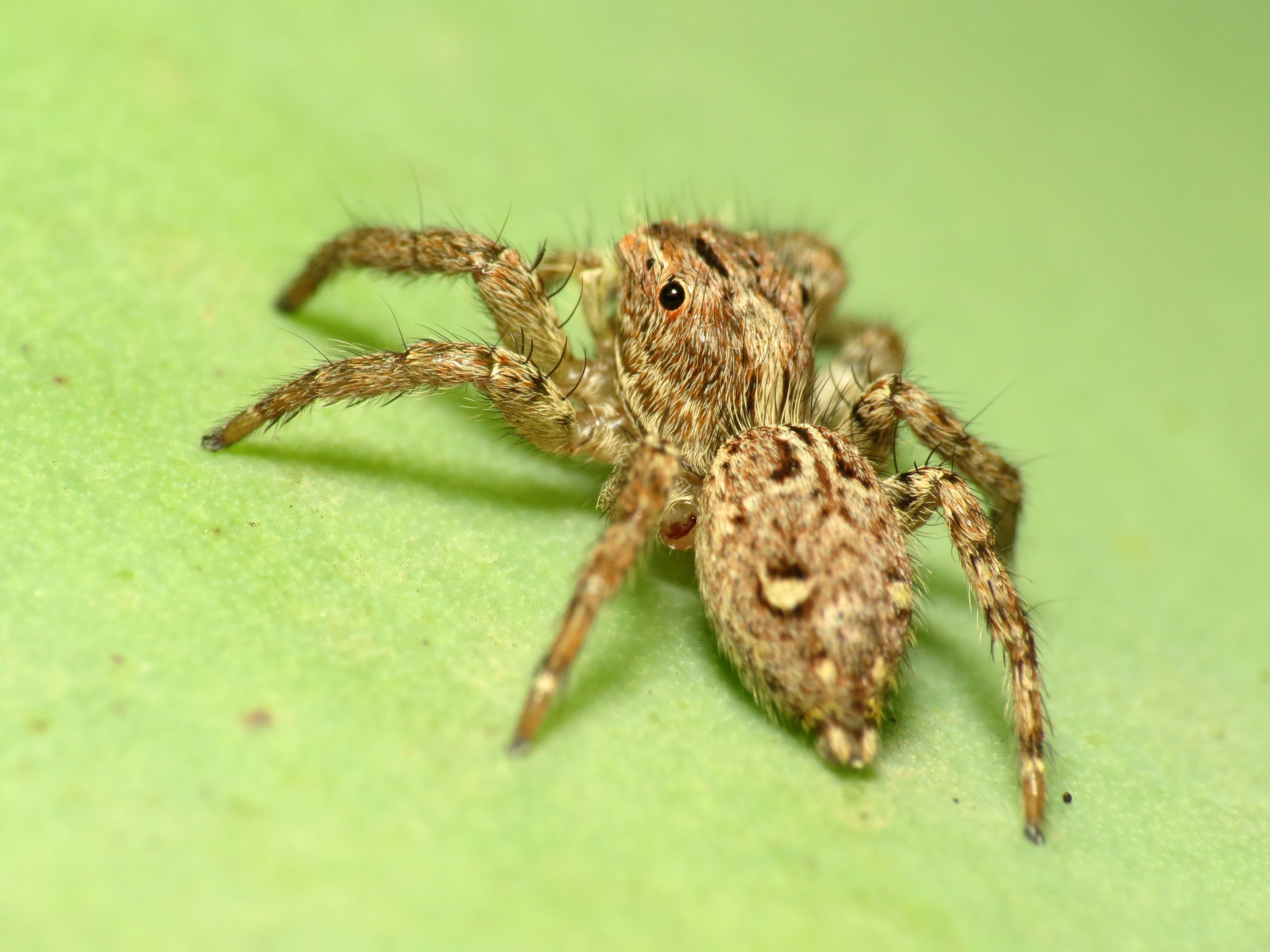
Plexippus paykulli sur du papier vert

## Systématique et taxinomie
Ce genre a été décrit par C. L. Koch en 1846.
Hissarinus a été placé en synonymie par Andreeva en 1975.
Apamamia a été placé en synonymie par Ledoux et Hallé en 1995.
Trivia C. L. Koch, 1850, préoccupé par Trivia Gray, 1837, a été placé en synonymie par Prószyński en 2017.

## Publication originale
- C. L. Koch, 1846 : Die Arachniden. Nürnberg, vol. 13, p. 1-234 (texte intégral).